# هيو شيلي
هيو شيلي (بالإنجليزية: Hugh Shelley)‏ هو لاعب كرة قاعدة أمريكي، ولد في 26 أكتوبر 1910 في روجرز في الولايات المتحدة، وتوفي في 16 يونيو 1978 في بومونت في الولايات المتحدة.

## وصلات خارجية
- هيو شيلي على موقعبيزبول رفرنس.كوم (الدوري الرئيسي) (الإنجليزية)
- هيو شيلي على موقعبيزبول رفرنس.كوم (الدوري الثانوي) (الإنجليزية)